# Zmatené vztahy
Zmatené vztahy (v originále La Confusion des genres) je francouzský hraný film z roku 2000, který režíroval Ilan Duran Cohen. Snímek měl světovou premiéru na mezinárodním filmovém festivalu v Soluni dne 11. listopadu 2000.

## Děj
Alainovi se blíží čtyřicítka, ale stále neví, jak si zařídit život. Má za sebou četné vztahy se ženami i muži. Je druhořadý právník hájící nezajímavé případy. Pracuje pro kancelář, kterou vede Laurence. Ta by si Alaina chtěla vzít. 
Alainovi se líbí jeden z jeho klientů, Marc, který si odpykává doživotní trest za vraždu. Alain mu slíbí, že přemluví jeho bývalou přítelkyni Babette, aby ho navštívila ve vězení. Babette ale už o Marcovi nechce ani slyšet.
Alain se nakonec ožení s Laurence, která s ním čeká dítě. Ale nadále žijí odděleně a Alain se nastěhuje k mladému muži Christophovi. Laurence porodí malého chlapce. Zjistí ale, že nemá dostatek mateřského citu a navrhne Christophovi a Alainovi, by dítě vychovávali oni.

## Obsazení
| Pascal Greggory    | Alain            |
| Nathalie Richard   | Laurence         |
| Cyrille Thouvenin  | Christophe       |
| Vincent Martinez   | Marc             |
| Julie Gayet        | Babette          |
| Alain Bashung      | Étienne          |
| Bulle Ogier        | matka Laurence   |
| Nelly Borgeaud     | matka Alaina     |
| Valérie Stroh      | Patricia         |
| Marie Saint-Dizier | Marlène          |
| Malik Faraoun      | Karim            |
| Michel Bertay      | Alainův otec     |
| Vincent Gauthier   | Christophův otec |

## Ocenění
- César: nominace v kategoriích nejlepší herec (Pascal Greggory) a nejslibnější herec (Cyrille Thouvenin).